# エフライム・カツィール

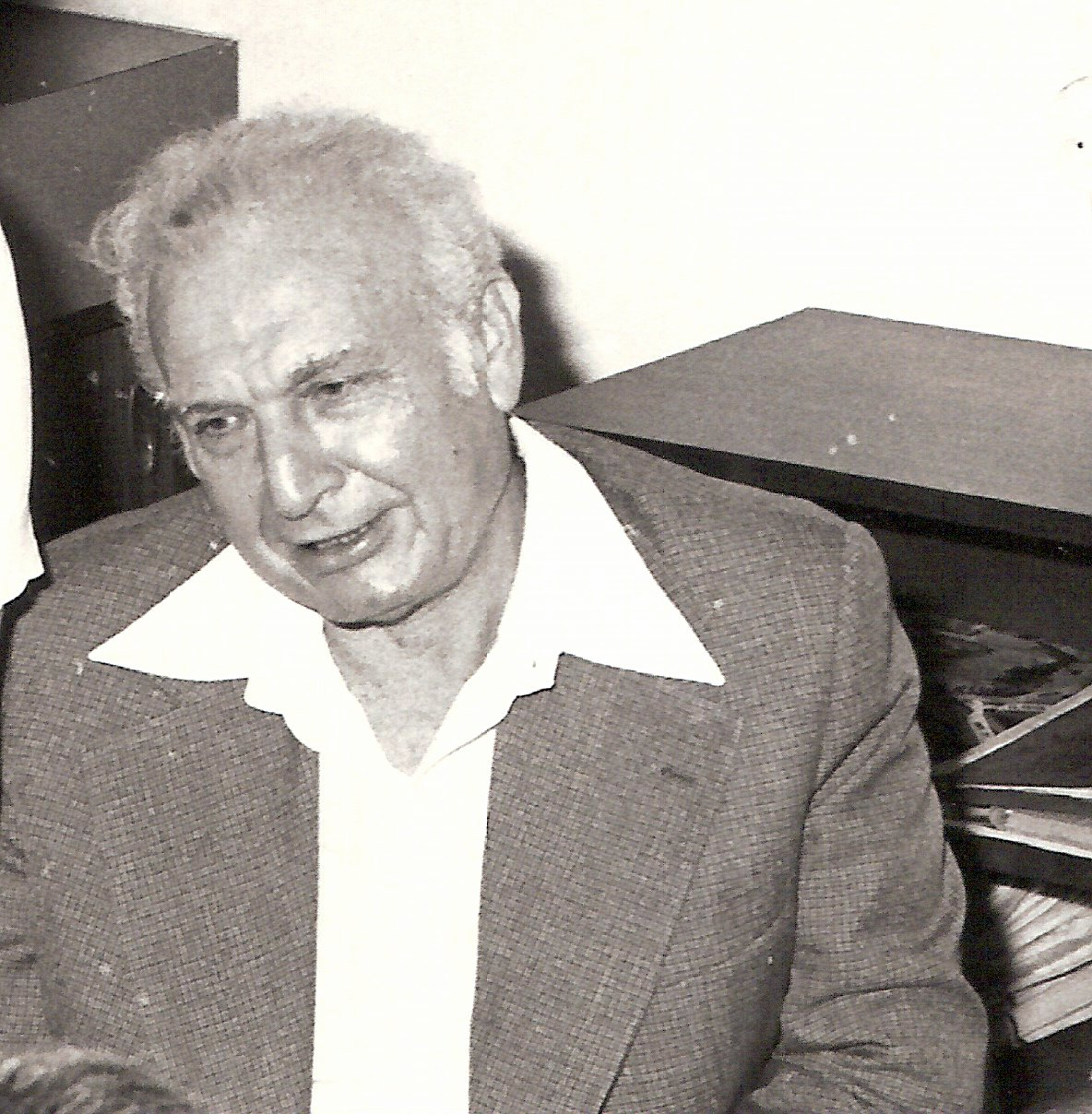
エフライム・カツィール

エフライム・カツィール（אפרים קציר, Ephraim Katzir、1916年5月16日 - 2009年5月30日）は、ウクライナのキエフ出身のイスラエルの生物物理学者、政治家。元の名前はカチャルスキ(Ephraim Katchalski)。実兄は、テルアビブ空港乱射事件で犠牲になった、アーロン・カツィール。

## 略歴
1949年、ワイツマン研究所・生物物理学部門の主任研究員となる。1966年、アメリカ合衆国科学アカデミー初のイスラエル人会員となる。
1966年から1968年、イスラエル国防省の首席科学研究員。
労働党所属の政治家でもあり、1973年から1978年まで第4代イスラエル大統領を務めた。
1959年に生命科学分野でイスラエル賞、1950年にロスチャイルド賞を受賞。1977年にロンドン王立協会の外国人会員に選出されたほか、1985年には日本国際賞を受賞している。
2009年5月30日、レホヴォトで死去。93歳没。